# Martin-Luther-Kirche (Borgentreich)

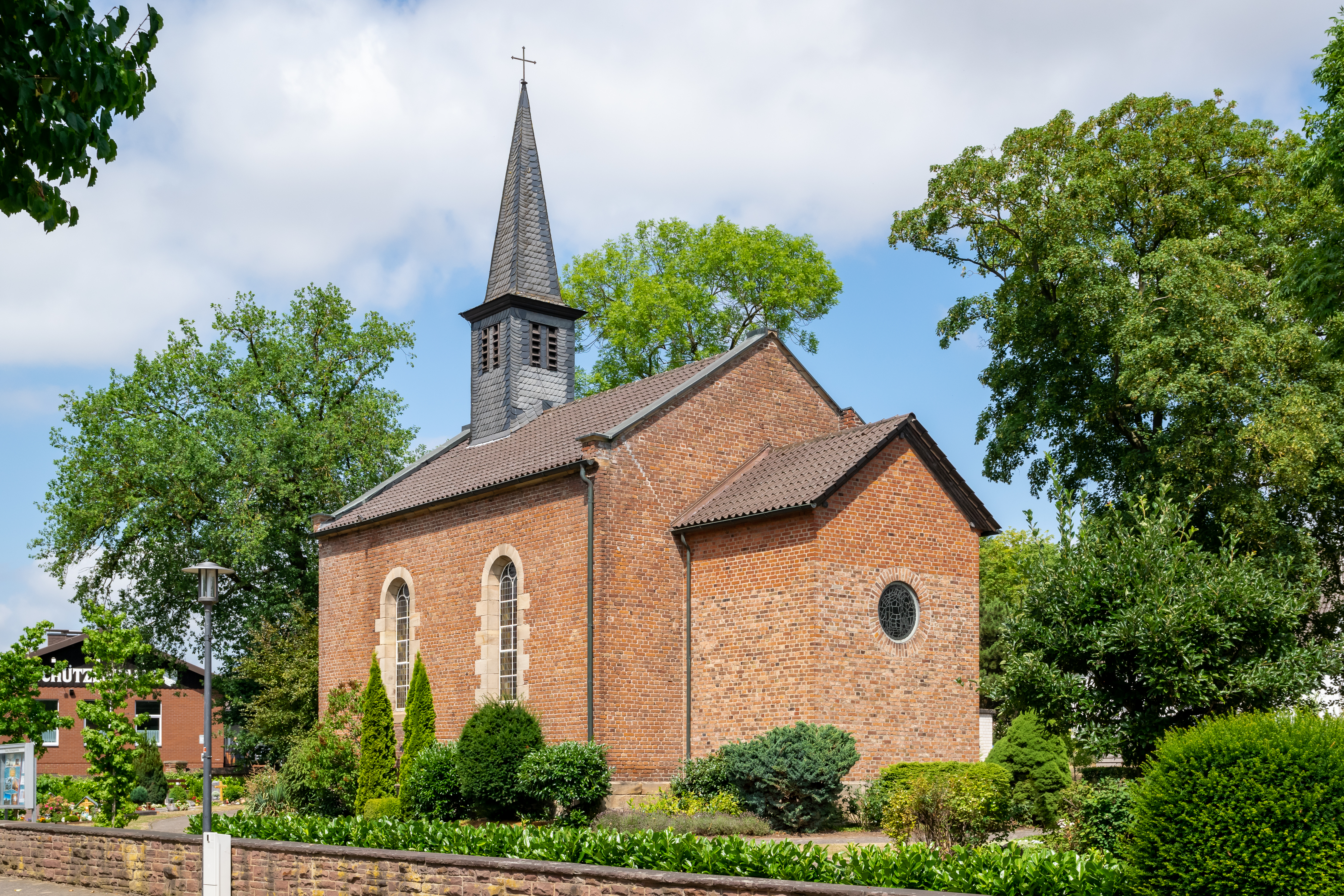
Borgentreich, Martin-Luther-Kirche

Die Martin-Luther-Kirche ist ein evangelischer Kirchenbau in Borgentreich im ostwestfälischen Kreis Höxter. Als Teil der evangelischen Kirchengemeinde Altkreis Warburg gehört sie zum Kirchenkreis Paderborn der Evangelischen Kirche von Westfalen. Das 1878 eingeweihte Kirchengebäude ist eine in den Formen des Rundbogenstils in Backstein errichtete einfache Saalkirche mit Rechteckchor und Giebeldachreiter. Der Altarraum ist tonnengewölbt.